# Odžinci
Odžinci so naselje v občini Kozarska Dubica, Bosna in Hercegovina.

## Deli naselja
Brđani, Buvači, Jankovići, Kalaćani in Odžinci.

## Prebivalstvo
| Pregled števila prebivalcev po letih | Pregled števila prebivalcev po letih | Pregled števila prebivalcev po letih | Pregled števila prebivalcev po letih | Pregled števila prebivalcev po letih | Pregled števila prebivalcev po letih |
| ------------------------------------ | ------------------------------------ | ------------------------------------ | ------------------------------------ | ------------------------------------ | ------------------------------------ |
| 1948                                 | 1953                                 | 1961                                 | 1971                                 | 1981                                 | 1991                                 |
| -                                    | -                                    | -                                    | 206                                  | 146                                  | 110                                  |

| Narodna sestava prebivalstva po letih                                                                                      | Narodna sestava prebivalstva po letih                                                                                        | Narodna sestava prebivalstva po letih                                                                                    |
| --- | --- | --- |
| 1971 | 1981 | 1991 |
| . skupaj: 206 Srbi 196 (95,14 %) Hrvati 1 (0,48 %) Muslimani 0 (0,00 %) Jugoslovani 9 (4,36 %) drugi in neznano 0 (0,00 %) | . skupaj: 146 Srbi 130 (89,04 %) Hrvati 0 (0,00 %) Muslimani 0 (0,00 %) Jugoslovani 16 (10,95 %) drugi in neznano 0 (0,00 %) | . skupaj: 110 Srbi 110 (100 %) Hrvati 0 (0,00 %) Muslimani 0 (0,00 %) Jugoslovani 0 (0,00 %) drugi in neznano 0 (0,00 %) |